# 凤凰路站 (武汉地铁)
凤凰路站位于中华人民共和国湖北省武汉市蔡甸区，是武汉地铁4号线的地铁车站。

## 车站结构
车站位于中核世纪广场前，姚家山路与西侧规划路之间，沿新天大道东西向设于地下，东西分别与新农站、茂兴路站相邻。凤凰山站整体近似呈东西走向。车站外包总长度为215.1m，标准段外包总宽度为19.7m，有效站台宽11m。本站为地下二层岛式车站，是标准形式车站。

### 楼层分布
| 地面     | 地面               | 出入口                               |  |  |
| 地下一层 | 站厅               | 售票机、客服中心、武漢通充值、洗手間 |  |  |
| 地下二层 |                    | █ 4号线 往柏林（蔡甸广场）           |  |  |
|          | 岛式站台，左侧开门 |                                      |  |  |
|          |                    | █ 4号线 往武汉火车站（新农）         |  |  |

### 车站出口
|                                                 |      |      |  |
| 出口編號                                        | 設施 | 照片 |  |
| A                                               |      |      |  |
| B                                               |      |      |  |
| C                                               |      |      |  |
| D                                               |      |      |  |
| 注： 設有升降機 \| 設有輪椅升降台 \| 設有洗手間 |      |      |  |

## 鄰近地點
中核世纪广场

## 运营信息
- 4号线首末班车时间

### 内部链接
- 武汉地铁车站列表